# Neukloster
Neukloster  város Mecklenburg-Elő-Pomerániában. Wismartól 20 km-re keletre terül el.

## Történelem
Neuklostert 1219-ben említik először. I. Heinrich Borwin alapított itt egy női ciszterci kolostort, amely 1555-ben szűnt meg.
A vesztfáliai béke következtében 1648-ban Neukloster, Wismar és a Poel sziget svéd fennhatóság alá került. A németországi svéd területeket kormányzó grófok (Reichsfürsten) révén a svéd király képviseltette magát a Német-római Birodalom országgyűléseiben. 1803-ban Svédország eladta 1 250 000 királyi dinárért (Riksdaler) a területeket Mecklenburgnak, de megtartotta a visszavásárlás jogát 100 év elteltével. 1903-ban Svédország véglegesen lemondott a területekről.
1887-ben az épülő wismar-karowi vasútvonal elérte a várost. A vasútvonal ma már nem létezik.
1938-ban városi joggal ruházták fel Neuklostert.

## Politika
A városi tanácsnak van 15 tagja:
- CDU 6
- WFN 4
- SPD 3
- Die Linke 1
- NPD 1

## Fordítás
- Ez a szócikk részben vagy egészben a Neukloster című német Wikipédia-szócikk fordításán alapul.  Az eredeti cikk szerkesztőit annak laptörténete sorolja fel. Ez a jelzés csupán a megfogalmazás eredetét és a szerzői jogokat jelzi, nem szolgál a cikkben szereplő információk forrásmegjelöléseként.